# Caedicia porrecta
Caedicia porrecta är en insektsart som beskrevs av Brunner von Wattenwyl 1879. Caedicia porrecta ingår i släktet Caedicia och familjen vårtbitare. Inga underarter finns listade i Catalogue of Life.